# 7 novembre 1956
Le mercredi 7 novembre 1956 est le 312e jour de l'année 1956.

## Naissances
- Agnès Maltais, personnalité politique canadienne
- Anna Ogino, écrivaine japonaise
- Beatriz Flores Silva, réalisatrice, scénariste, et productrice de cinéma belgo-uruguayenne.(née en 1956)
- Gordon McLeod, joueur de basket-ball australien
- Gustl Mollath, allemand pris dans une affaire judiciaire
- Iro Haarla, compositrice, harpiste et pianiste finlandaise
- Jean-Pascal Quilès, musicien et administrateur marocain
- Jonathan Palmer, pilote automobile
- Rickey Parkey, boxeur américain

## Décès
- Jean-Pierre Pedrazzini (né le 30 janvier 1927), journaliste franco-suisse
- Wollmar Boström (né le 15 juin 1878), joueur de tennis suédois

## Événements
- France : violentes manifestations anticommunistes à Paris pour protester contre l’intervention soviétique en Hongrie. Jean-Paul Sartre rompt avec le parti communiste français.
- Durant la crise de Suez, l'assemblée générale de l'ONU adopte une résolution appelant le Royaume-Uni, la France et Israël à retirer sans délai leurs troupes d'Égypte. Les États-Unis multiplient les pressions sur la livre sterling pour contraindre Anthony Eden à un cessez-le-feu. L’intervention des États-Unis, de l’URSS et de l’ONU provoquent la fin des opérations militaire (fin de la présence britannique en Égypte).
- János Kádár, amené dans les fourgons de l'Armée rouge, annonce la formation d'un gouvernement révolutionnaire. Une nouvelle dictature communiste s’instaure avec János Kádár comme chef du parti rebaptisé Parti des travailleurs socialistes hongrois.